# Smyčková kvantová gravitace

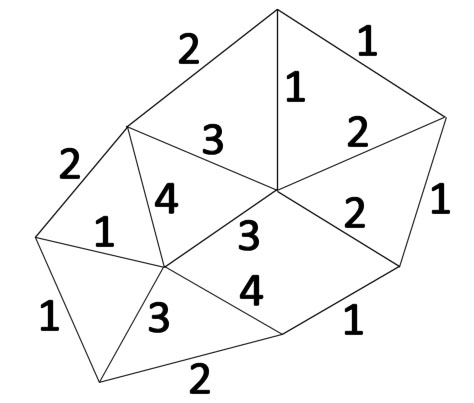
Smyčka podle smyčkové kvantové gravitace

Smyčková kvantová gravitace je navrhovaná teorie kvantové gravitace, tedy snaha spojit obě teorie tvořící základ moderní fyziky, obecnou teorii relativity a kvantovou mechaniku. Na rozdíl od teorii superstrun neusiluje o sjednocení základních interakcí (tzv. teorie všeho). Její podstatou je vysvětlit prostoročas jako propojenou síť smyček, nazývaných též granulace či zrnitost prostoru a času. Jedním z tvůrců a hlavním popularizátorem teorie je Carlo Rovelli.
Podle smyčkové kvantové gravitace lze zachovat metriku jako jedinou veličinu v teorii. Je třeba ji ovšem přepsat pomocí nových proměnných, navržených Abhayem Ashtekarem. Na tyto stupně volnosti se aplikuje kvantování, vytváří se spinová síť a spinová pěna.
Spinová síť jako graf je tvořena jednorozměrnými objekty (hranami grafu) představujícími bosony, jejichž koncové body (vrcholy grafu) představují fermiony, silové interakce mezi fermiony jsou projevem určitých excitovaných stavů bosonů, čas je pak důsledkem variací těchto excitovaných stavů a časoprostor je pak pouhou iluzí.
Spinová pěna označuje topologickou strukturu vytvořenou z dvoudimenzionálních ploch, které představují jednu z konfigurací, které musí být sečteny funkční integrací pro získání Feynmanova dráhového integrálu při popisu kvantové gravitace.

## Princip
Jedním z klíčových výsledků smyčkové kvantové gravitace je kvantování ploch. Pozorovatel oblasti {\displaystyle A} dvoudimenzionálního povrchu {\displaystyle \Sigma } by měl mít diskrétní spektrum. Každá spinová síť je vlastní stav každého takového pozorovatele a vlastní hodnota se rovná:
{\displaystyle A_{\Sigma }=8\pi \ell ^{2}\gamma \sum _{i}{\sqrt {j_{i}(j_{i}+1)}}}
kde
- {\displaystyle \ell } je Planckova délka,
- {\displaystyle \gamma } je Immirziho parametr,
- {\displaystyle j_{i}=0,1/2,1,3/2,...} je spin spojený s {\displaystyle i}-tým členem spinové sítě.

Podle tohoto vzorce, kde dvourozměrná plocha je koncentrovaná v průsečících se spinovou sítí, nejnižší možná nenulová vlastní hodnota operátoru oblasti odpovídá propojení, které nese reprezentaci spinu 1/2. Za předpokladu, že je Immirziho parametr řádu jedna, dostáváme nejmenší možnou měřitelnou plochu ~10−66 cm2.
Vzorec pro vlastní hodnoty plochy se stává poněkud složitějším, pokud se povrch propojí uzly. Zatím ovšem není jasné, zda tyto případy mají fyzikální smysl. Kvantování se vztahuje na operátor objemu. Každý uzel je elementární kvantový objem a každé propojení je elementární kvantová plocha obklopující tento objem.